# Skärbrott

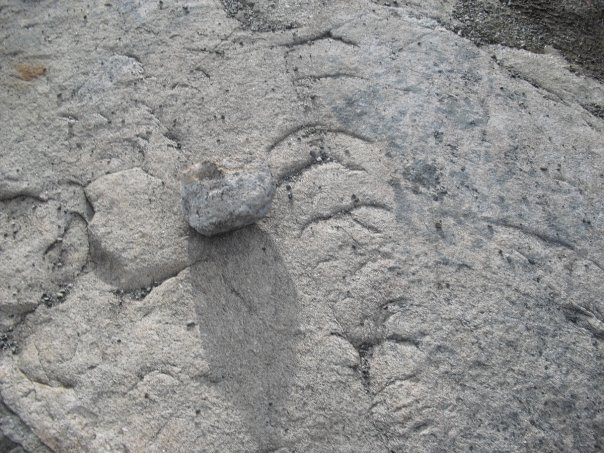
Skärbrott. Isen har rört sig uppåt i bilden.

Ett skärbrott är ett spår efter en glaciär som rört sig över en rundhäll och som uppkommit genom att en del av hällen brutits bort. Skärbrott uppkommer på ytor som lutar mot isens rörelserikning och är formade som "månskäror" med ändarna pekande mot isriktningen. De sluttar jämnt (som ytan på en kon) från kanten uppströms (kanten mot isriktningen) medan kanten nedströms (skärans "utsida") är brant. De kan vara från två centimeter till två meter breda, förekommer ofta i grupper om två till tio och deras storlek ökar ofta nedströms inom en sådan grupp.
I Norden är skärbrott från senaste istiden ganska vanliga i rundhällar (mycket vanliga i exempelvis bohusgranit).